# Sergei Jegorowitsch Tschernyschow
Sergei Jegorowitsch Tschernyschow (russisch Сергей Егорович Чернышёв; * 4. Oktoberjul. / 16. Oktober 1881greg. im Dorf Alexandrowka, Ujesd Kolomna; † 26. April 1963 in Moskau) war ein russisch-sowjetischer Architekt, Stadtplaner und Hochschullehrer.

## Leben
Tschernyschow, Sohn eines Bauern und Ikonenmalers, ließ schon früh seine Begabung erkennen, so dass 1893 die Bauernversammlung beschloss, ihn studieren zu lassen. Noch im selben Jahr begann er die Ausbildung an der Moskauer Hochschule für Malerei, Bildhauerei und Architektur. Anfangs lernte er in der Malerei-Klasse bei Walentin Serow, Isaak Lewitan, Konstantin Korowin und Apollinari Wasnezow. Dann begeisterte er sich für die Baukunst, so dass er in die Architektur-Klasse versetzt wurde. 1901 schloss er die Ausbildung mit einer Silbermedaille ab. Anschließend studierte er in St. Petersburg an der Kaiserlichen Akademie der Künste im Atelier von Leonti Nikolajewitsch Benois. Das Studium schloss er 1907 als Künstler-Architekt ab. Für sein Diplomprojekt eines Gebäudes für das Internationale Schiedsgericht in Den Haag erhielt er ein Auslandsreisestipendium, so dass er ein Jahr lang die Architektur-Denkmäler in Italien und Griechenland studierte. Nach der Rückkehr wurde er Assistent in Nikita Lasarews Baubüro, wo er an der Projektierung von Wohnhäusern, Villen und öffentlichen Gebäuden beteiligt war. 1909 trat er in die Moskauer Architektur-Gesellschaft (MAO) ein.
Nach einiger Zeit eröffnete Tschernyschow ein eigenes Architekturbüro. Bekannt wurde er, als er 1915 den Wettbewerb für den Bau des Gebäudes für den Literatur-Kunst-Kreis in Moskau gewann. 1916 wurden nach seinen Projekten in Moskau an der Uliza Ostoschenka die Abrikossow-Villa und bei Moskau das Herrenhaus Gorenki der Grafen Rasumowski umgebaut. In Gorenki richtete er einen neuen Goldenen Saal mit Wandmalerei und Kunstmarmor ein. Vor die Gartenfassade setzte er eine 14-Säulen-Loggia mit einer Halbkreis-Kolonnade, die das Hauptgebäude mit den Eckpavillons verband.
Nach der Oktoberrevolution arbeitete Tschernyschow in der Bau-Abteilung des Büros des Moskauer Sowjets der Rajon-Dumen. Für Lenins Programm der Monumentalpropaganda projektierte Tschernyschow in den 1920er Jahren große Propagandatafeln, die am Historischen Museum und anderen öffentlichen Gebäuden aufgehängt wurden und nicht erhalten sind. Im Rahmen des Projekts „Neues Moskau“ plante er unter der Leitung von Alexei Schtschussew und Iwan Scholtowski den Moskauer Rajon Chamowniki, wobei er zum Präsidium der Architektur-Werkstatt des Moskauer Sowjets Mossowet gehörte. In dieser Zeit folgte er dem Konstruktivismus.
1923 nahm er am Wettbewerb für die Planung der Allrussischen Ausstellung für Landwirtschaft, Handwerk und Industrie teil. Darauf beteiligte er sich unter der Leitung Iwan Scholtowskis an der Entwicklung des Generalplans der Ausstellung und der technischen Projekte der Ausstellungspavillons. Nach dem Ende der Ausstellung arbeitete er im Projektierungsbüro der Baugesellschaft Standart. Dort entwickelte er zusammen mit Wladimir Semjonow den Generalplan für die Erste Arbeitersiedlung in Iwanowo-Wosnessensk.
Ab 1931 arbeitete Tschernyschow in dem neuen Staatlichen Institut für Projektierung von Städten Giprogor und in der Architektur- und Planungsverwaltung des Mossowet. Leiter wurde hier Wladimir Semjonow, der 1932 Chefarchitekt Moskaus geworden war. Unter Semjonos Führung begann eine Gruppe führender Architekten einen Plan zur Entwicklung und Sanierung der Hauptstadt zu erarbeiten. 1935 wurde Tschernyschow Semjonows Nachfolger als Chefarchitekt Moskaus (bis 1941). Der fertiggestellte Generalplan für die Sanierung Moskaus auf der Grundlage des Entwurfs von Semjonow wurde 1935 beschlossen. 1939 wurde Tschernyschow Vollmitglied der Akademie der Architektur der UdSSR.
Nach dem Deutsch-Sowjetischen Krieg baute Tschernyschow 1949–1953 zusammen mit Lew Rudnew, Pawel Abrossimow, Alexander Chrjakow und Wsewolod Nassonow das Hauptgebäude der Lomonossow-Universität Moskau (MGU).
Tschernyschow lehrte am Moskauer Polytechnischen Institut (MPI), an der Moskauer WChUTEMAS (1918–1930) und am Moskauer Architektur-Institut (1931–1950).
Tschernyschow starb in Moskau und wurde auf dem Nowodewitschi-Friedhof begraben.
Tschernyschows Tochter Tatjana Sergejewna Tschernyschowa war Professorin am Moskauer Konservatorium. Tschernyschows Enkel Alexander Kudrjawzew war Architekt und Präsident des MArchI.

## Ehrungen
- Stalinpreis I. Klasse (1949) für das Projekt des Hauptgebäudes der MGU
- Leninorden
- Orden des Roten Banners der Arbeit
- Ehrenzeichen der Sowjetunion

## Werke

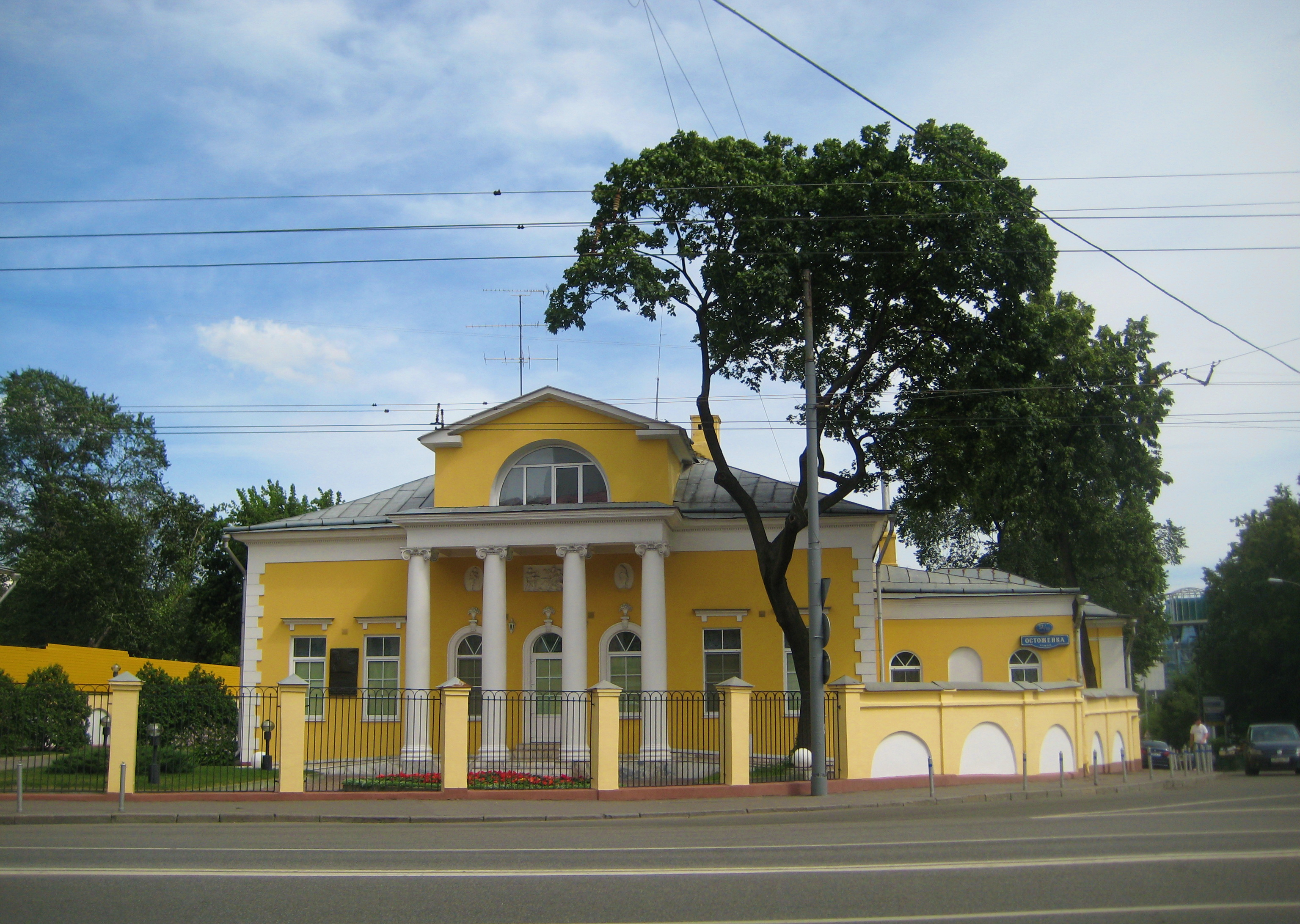
Abrikossow-Villa (Umbau 1916)
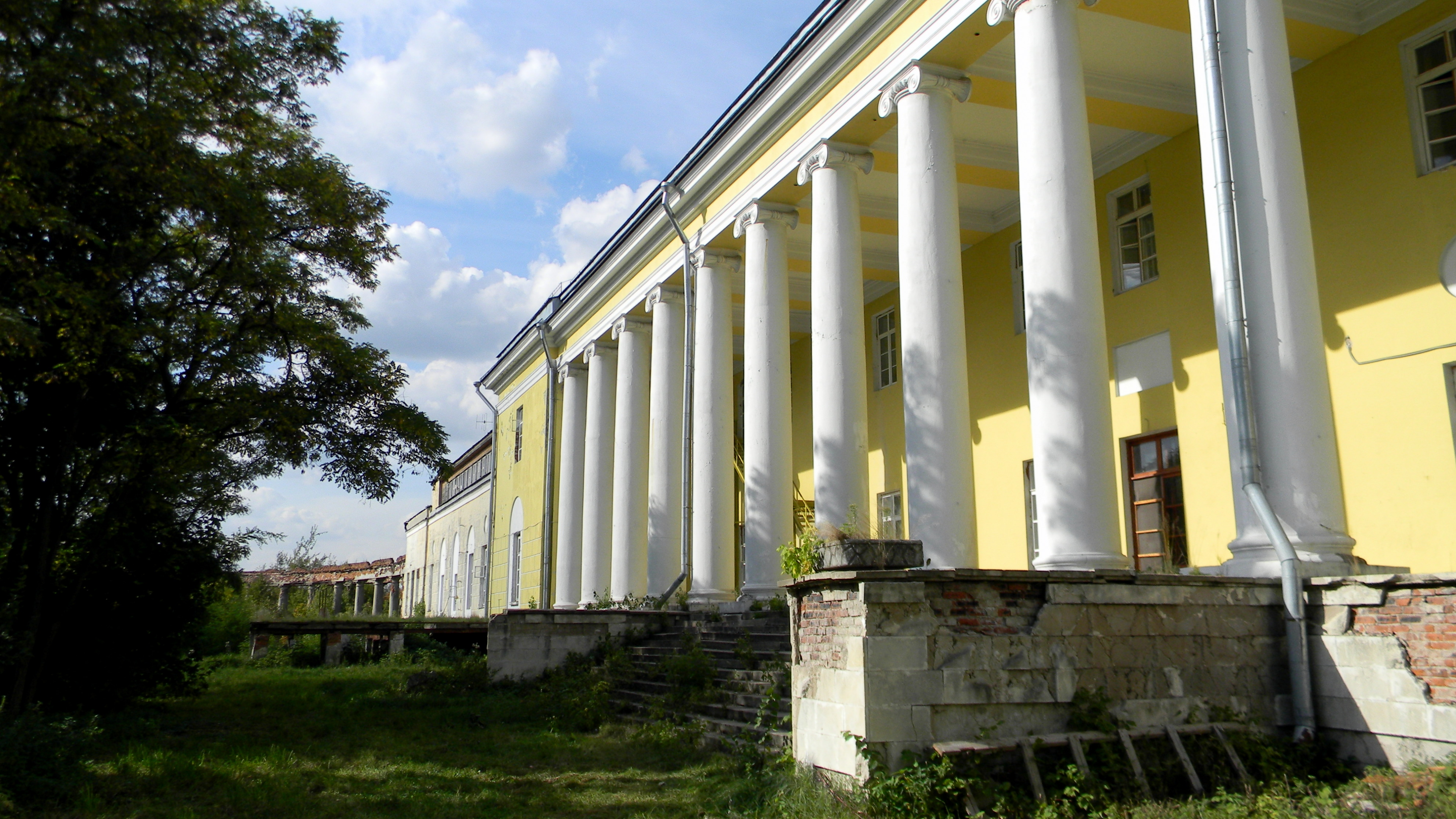
Rasumowski-Herrenhaus Gorenki, Gartenfront (Umbau 1916)
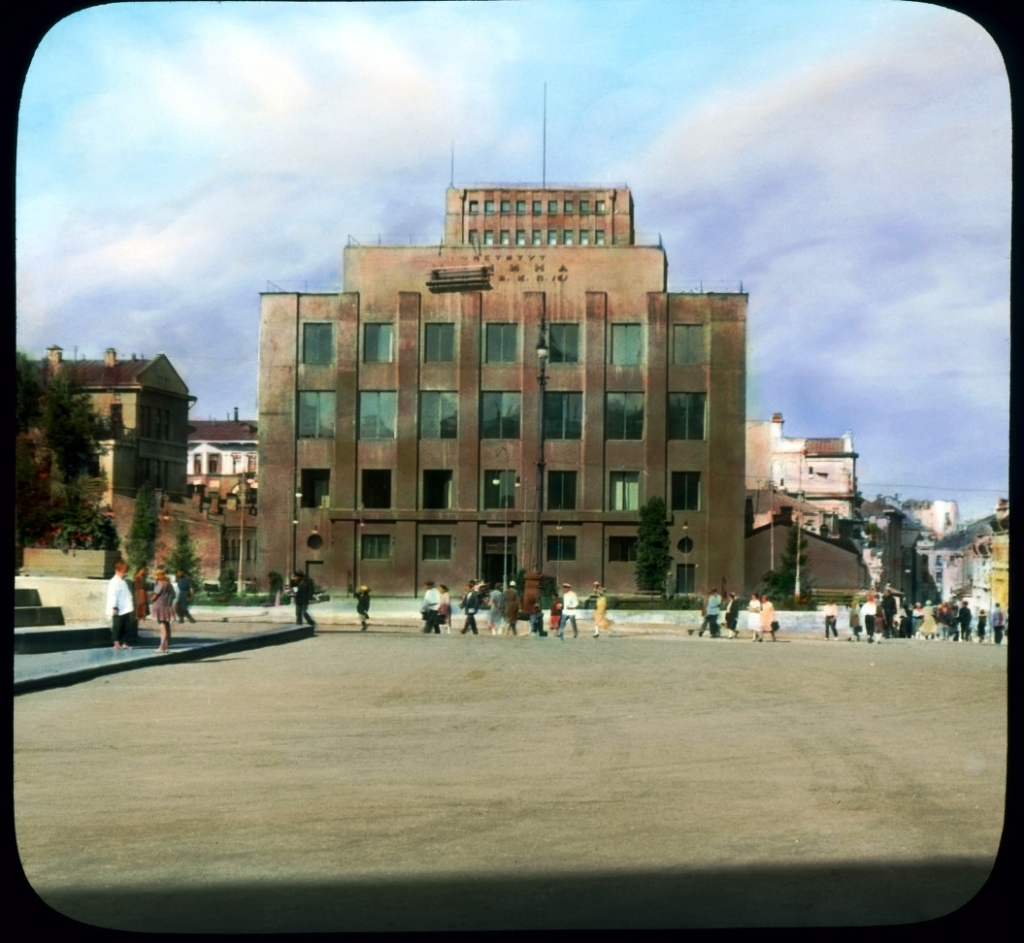
Früheres Lenin-Institut (1926–1927), Twerskaja Ploschtschad, Moskau
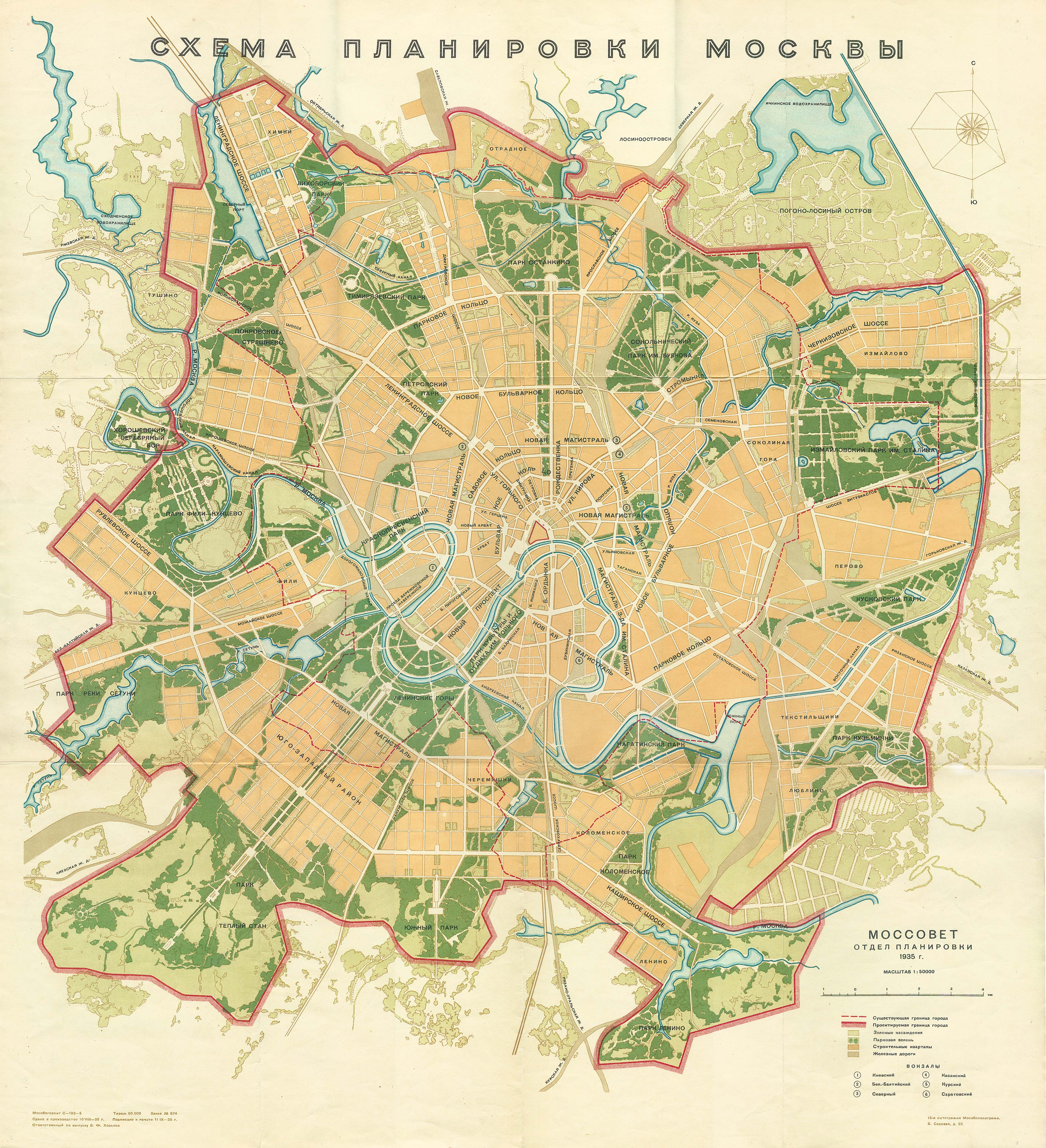
Generalplan Moskaus (1935)
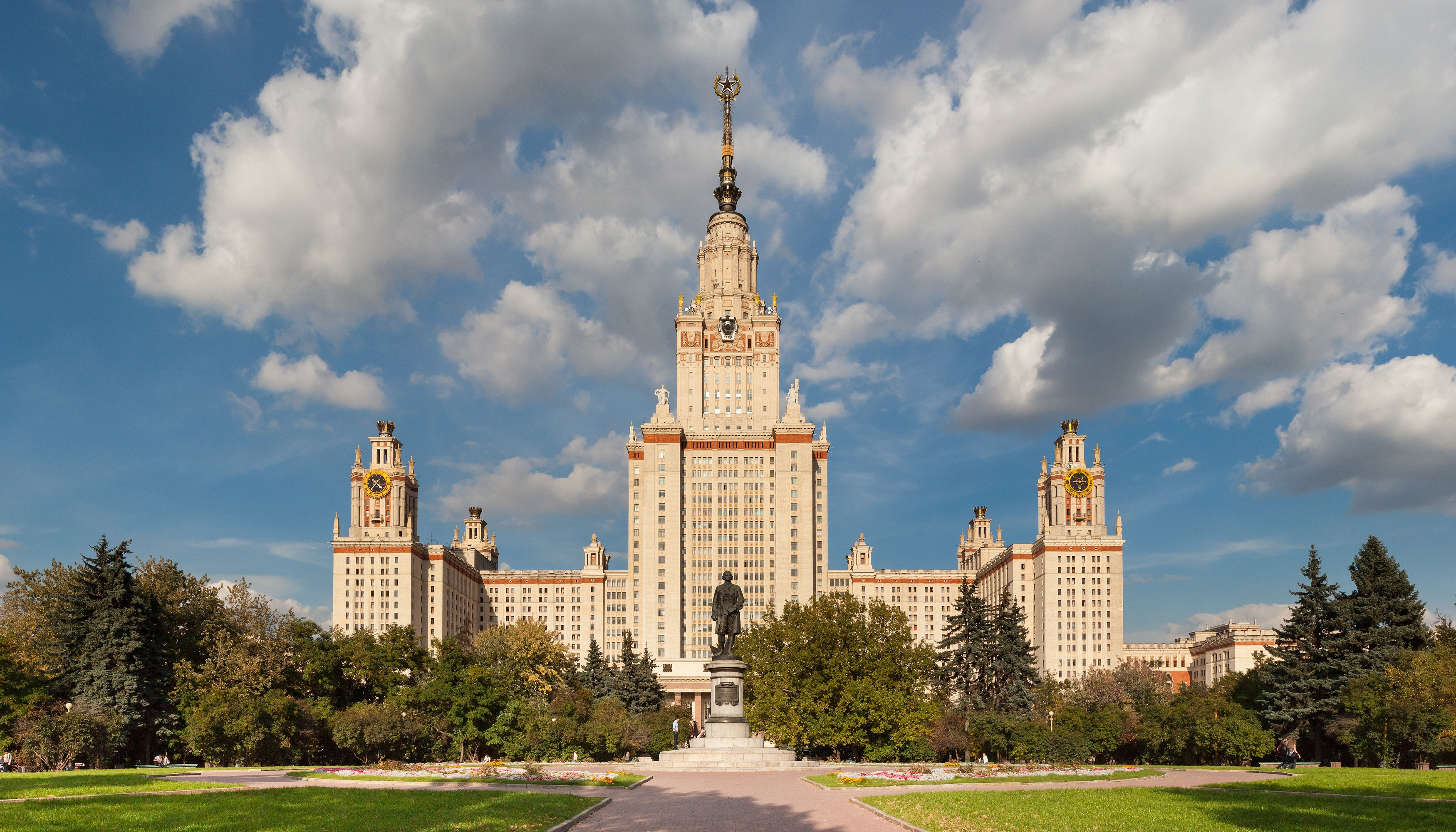
Hauptgebäude der MGU